# Pelops

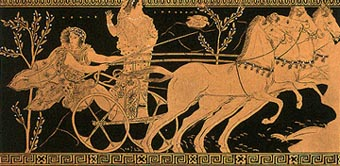
Pelops și Hippodamia

Pelops (greacă: Πέλοψ „ochi negri” sau „față neagră”, derivat din pelios „negru” și ops „față” sau „ochi” sg.) a fost un rege al Pisei (lângă Olimpia) în Peloponez. Tatăl său, Tantal, a fost fondatorul casei Atrizilor, care și-a luat numele de la Atreu, fiul lui Pelops.

## Mituri

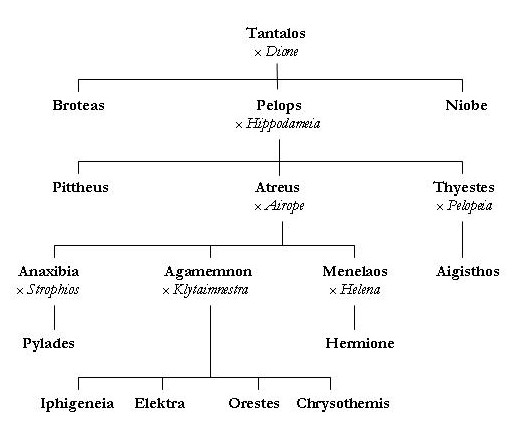
Urmașii lui Tantal

Pelops a fost fiul mijlociu al regelui anatolian Tantal și al Dionei, fiica titanului Atlas. Niobe a fost sora lui. În alte versiuni, mama sa se numea Eurinasa sau Clitia.

### Festinul lui Tantal
Tantal a dat o petrecere și a invitat zeii la banchet. Ca ofrandă, l-a tăiat și l-a gătit pe Pelops. Zeii au realizat rapid din ce erau făcute bucatele, doar Demetra, cătrănită de pierderea Persefonei, a mâncat distrasă un umăr al băiatului. La ordinele lui Zeus, Clotho, una dintre Moire, a luat bucățile de carne, le-a fiert într-un cazan sacru și l-a readus pe Pelops la viață. În locul umărului, Hefaistos i-a făcut unul de fildeș, pe care Demetra i l-a dat lui Clotho. 

#### Poseidon
Reînviat, Pelops crescu într-un tânăr de o frumusețe rară și Poseidon îl luă cu el în Olimp, să-l învețe să conducă carele de luptă. După ceva timp, dându-și seama că Tantal furase ambrozie și secrete, împărtășindu-le cu alți muritori, Zeus se înfurie și-l aruncă pe Pelops din Olimp.

### Hippodamia
Devenit adult, Pelops vroi să se căsătorească cu Hippodamia, fiica lui Oenomanus, fiul lui Ares și rege în Pisa. Tatăl ei, temându-se de profeția că va fi ucis de ginerele său, ucisese optsprezece pețitori, după ce-i învinsese într-o cursă de care, și le pusese capetele pe coloanele de lemn ale castelului.
Pausanias povestește că Pelops ridicase un monument în cinstea pețitorilor cu numele lor, anume Marmax, Alcathous, fiul lui Porthaon, Euryalus, Eurymachus, Crotalus, Lacedemonianul Acrias, fondatorul Acriae (la 5,6 km sud de Elos), Capetus, Lycurgus, Lasius, Chalcodon, Tricolonus (descendentul altui Tricolonus, fiul lui Lycaon), Aristomachus, Prias, Pelagon, Aeolius, Cronius, Erythras, fiul lui Leucon și Eioneus, fiul lui Magnes.

## Mitologie comparată
În domeniul mitologiei comparate, motivul tăierii în bucăți și fierberii pentru a readuce pe cineva la viață este prezent în folclorul rusesc.

## Cultul lui Pelops

### Jocurile Olimpice
Unul dintre miturile despre începutul Jocurilor Olimpice susține că acestea au apărut ca urmare a cursei de care dintre Pelops și Hippodamia. Cu toate astea, observă Burkert, cursa de care nu a fost introdusă decât începând cu a XXV-a Olimpiadă (680 î.Hr.), ceea ce face mitul puțin plauzibil. După victoria sa, Pelops a organizat curse de care, în semn de recunoștință pentru zei și ca jocuri funerare în onoarea regelui Oinomaos, pentru a fi purificat de moartea acestuia. Pelops a devenit un mare rege, un erou local, și a dat numele său Peloponezului.

## În artă și ficțiune
În literatura veche, Pelops apare în Ovidiu, Metamorfoze Cartea VI, 403-11; Apolodorus, Epitome II, 3-9; V, 10; Pindar, Ode Olimpiene I; Sofocle, Electra 504 și Oinomaos 433; Euripide, Oreste 1024-1062; Diodorus Siculus, Istorii 4.73; Pseudo-Hyginus, Fabule: 84 - Oenomaus; Philostratus cel Bătrân, Imagines 1.30 - Pelops; Philostratus cel Tânăr, Imagines 9 - Pelops.
- În film și televiziune: Hercule (1996) episodul TV The Green-Eyed Monster, Mike Howell; Gory Greek Gods (2004) (TV), Arkie Reece; Light of Olympia (2008), Phyllis Diller, Tom Gibis[7]